# Luigi Gomes Castiglioni

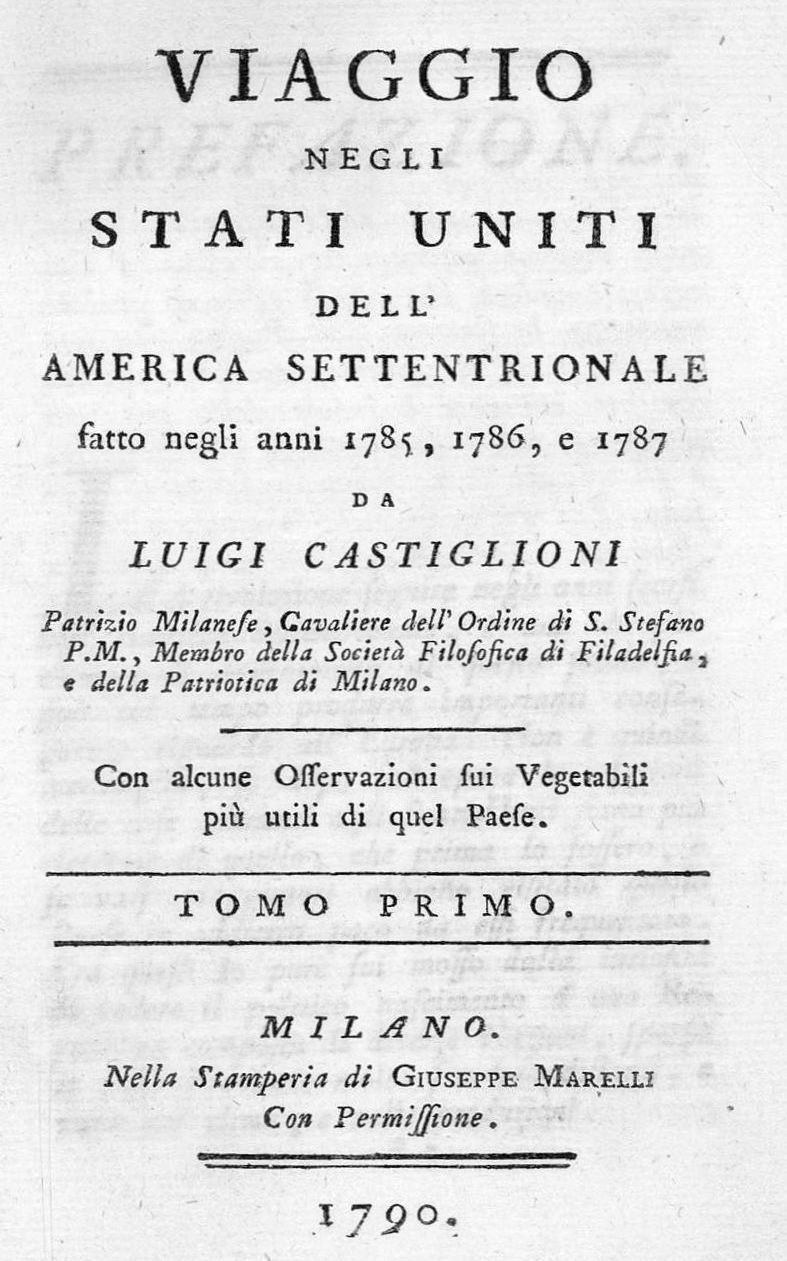
Viaggio negli Stati Uniti dell'America settentrionale, 1790

Luigi Gomes Castiglioni ( 1757 - 1832 ) fue un botánico italiano. En 1784 , Luigi fue a estudiar a Francia, luego a Inglaterra.
En abril de 1785, viajó en barco a Boston. Los dos años siguientes viajó por todo el recién formado Estados Unidos, y a muchas partes de Canadá. En América, conoció a gente como George Washington y Benjamin Franklin. En 1787, a través de Portugal, España y Francia, regresó a Milán. En 1790 publicó la obra Viaggio Amer. Sett. en dos volúmenes, de sus viajes a través de América del Norte, identificando y clasificando más de cincuenta nuevas especies.

## Algunas publicaciones
- Viaggio negli Stati Uniti dell'America settentrionale 1. Milán: Giuseppe Marelli. 1790.
- Viaggio negli Stati Uniti dell'America settentrionale 2. Milán: Giuseppe Marelli. 1790.

## Honores

### Eponimia
- (Euphorbiaceae) Castiglionia Ruiz & Pav.[2]
- La abreviatura «Castigl.» se emplea para indicar a Luigi Gomes Castiglioni como autoridad en la descripción y clasificación científica de los vegetales.[3]